# Peter Hermann Stillmark
Peter Hermann Stillmark (1860 – 1923) var en biokemiker, der i 1888 udgav sin disputats
"Über Ricin, ein giftiges Ferment aus den Samen von Ricinus comm. L. und einigen anderen Euphorbiaceen" fra Tartu Universitet, som dengang hed Dorpat, i Estland.
I disputatsen beskrev Stillmark isoleringen af et giftigt protein fra castorbønnen, som han kaldte ricin. Beskrivelsen blev starten til en ny gren af naturvidenskaben kaldet lectinologi.